# Saint-Germain (Namen)
Saint-Germain is een dorp in de Belgische provincie Namen, en een deelgemeente van de Waalse gemeente Éghezée. Het was een zelfstandige gemeente tot het bij de fusie van 1977 toegevoegd werd aan de gemeente Éghezée.
Saint-Germain is een landbouwdorp en ligt in het westen van de gemeente Éghezée. De autosnelweg A4/E411 loopt over het grondgebied van de deelgemeente. Ten zuidwesten van de dorpskom is er een aansluiting met de autosnelweg.

## Bezienswaardigheden
- De romaanse Sint-Germanuskerk (Église Saint-Germain) uit de 11e en 12e eeuw. De toren en de centrale beuk zijn sinds 1949 beschermd als monument. De kerk werd volledig heropgebouwd rond 1700 en werd in 1902 en 1911 uitgebreid.
- Het Château de Jennevaux is een neoclassicistisch kasteeltje uit 1861. Tijdens het ancien régime stond de zetel van de heerlijkheid op het domein. In het kasteel is sinds 2006 een gehandicaptencentrum gevestigd. Het geheel ligt in een park.

## Natuur en landschap
Saint-Germain ligt aan de Ruisseau de Saint-Germain die in noordoostelijke richting naar de Mehaigne stroomt. De hoogte aan de kerk bedraagt 157 meter.

## Demografische ontwikkeling
- Bronnen:NIS, Opm:1831 tot en met 1970=volkstellingen, 1976= inwoneraantal op 31 december

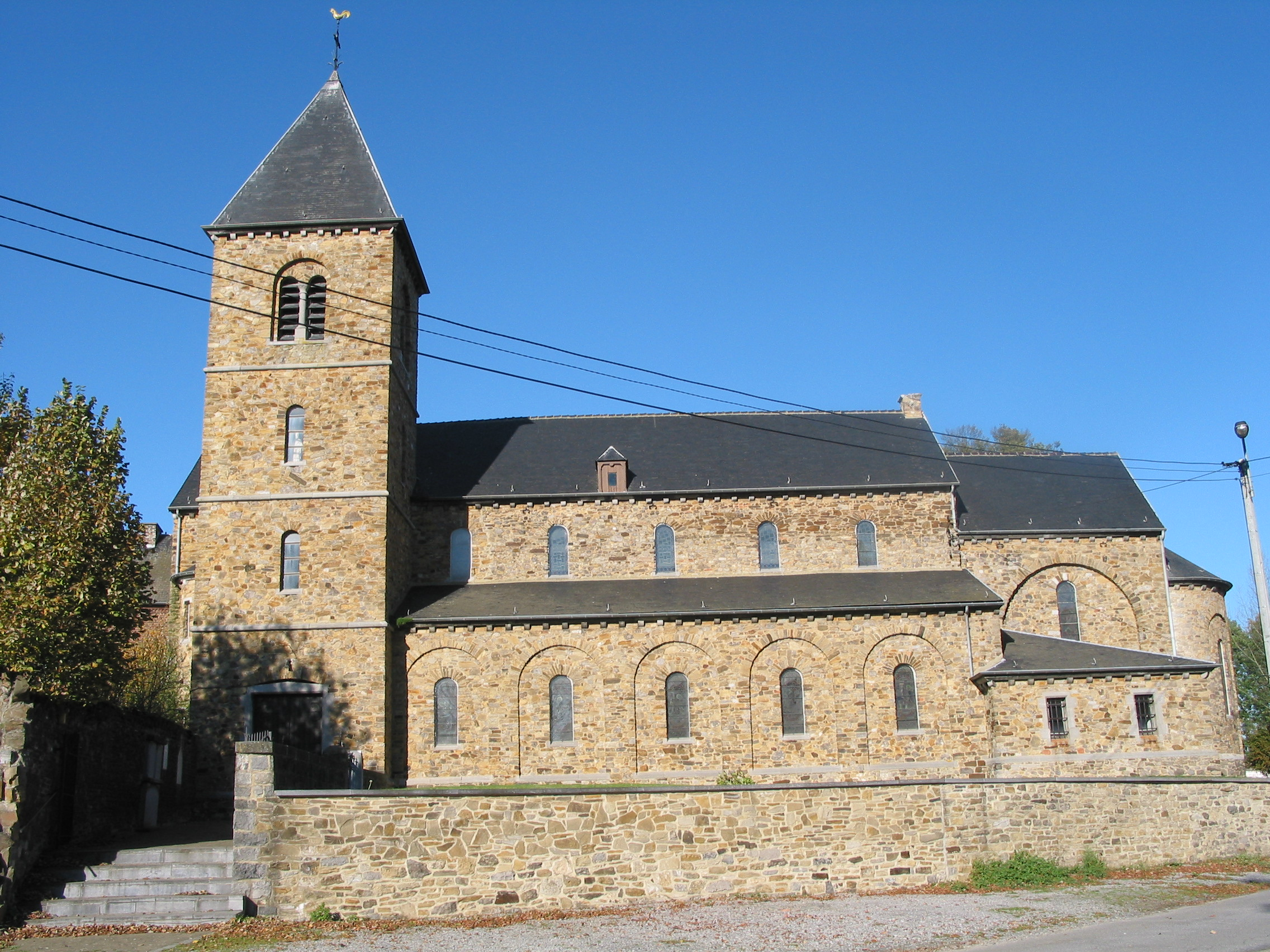
De Sint-Germanuskerk

## Nabijgelegen kernen
Liernu, Dhuy, Upigny
Deelgemeenten: Aische-en-Refail · Bolinne · Boneffe · Branchon · Dhuy · Hanret · Leuze · Liernu · Longchamps · Mehaigne · Noville-sur-Mehaigne · Saint-Germain · Taviers · Upigny · Waret-la-Chaussée

Belgische gemeenten · arrondissement Namen · provincie Namen · Wallonië